# Iuri Xàpotxka
Iuri Xàpotxka (ucraïnès: Юрій Павлович Шапочка)  (Província de Txerkassi, 19 de setembre de 1952) és un remer ucraïnès, ja retirat, que va competir sota bandera de la Unió Soviètica durant les dècades de 1970 i 1980.
El 1980 va prendre part en els Jocs Olímpics d'Estiu de Moscou, on va guanyar la medalla de plata en la competició del quàdruple scull del programa de rem. Formà equip amb Yevgeny Barbakov, Valery Kleshnev i Nikolai Dovgan.